# Gruber-Preis für Neurowissenschaften
Der Gruber-Preis für Neurowissenschaften (Gruber Neuroscience Prize) ist ein seit 2004 von der Peter and Patricia Gruber Foundation mit Sitz auf Saint Thomas vergebener Wissenschaftspreis auf dem Gebiet der Neurowissenschaften. Es sollen wichtige Entdeckungen gewürdigt werden, die dazu beigetragen haben, das Verständnis des Nervensystems zu fördern.
Der Preis ist – wie die anderen Gruber-Preise auch – mit 500.000 US-Dollar dotiert, die dem Preisträger zur freien Verfügung stehen. Die Preisträger erhalten zusätzlich eine Goldmedaille, in die ihr Name und die gewürdigte Forschungsleistung eingraviert sind.

## Preisträger
- 2004 Seymour Benzer
- 2005 Eric Knudsen, Masakazu Konishi
- 2006 Masao Itō, Roger Nicoll
- 2007 Shigetada Nakanishi
- 2008 John O’Keefe
- 2009 Jeffrey Hall, Michael Rosbash, Michael W. Young
- 2010 Robert H. Wurtz
- 2011 Huda Zoghbi
- 2012 Lily Jan, Yuh Nung Jan
- 2013 Eve Marder
- 2014 Thomas Jessell
- 2015 Michael E. Greenberg, Carla Shatz
- 2016 Mu-Ming Poo
- 2017 Joshua R. Sanes
- 2018 Ann Graybiel, Okihide Hikosaka, Wolfram Schultz
- 2019 Joseph S. Takahashi
- 2020 Friedrich Bonhoeffer, Corey Goodman, Marc Tessier-Lavigne
- 2021 Christine Petit, Christopher A. Walsh
- 2022 Larry Abbott, Emery Neal Brown, Terrence Sejnowski, Haim Sompolinsky
- 2023 Huda Akil
- 2024 Cornelia Bargmann, Gerald M. Rubin
- 2025 Edward F. Chang